# Gelijkenis van de barmhartige Samaritaan

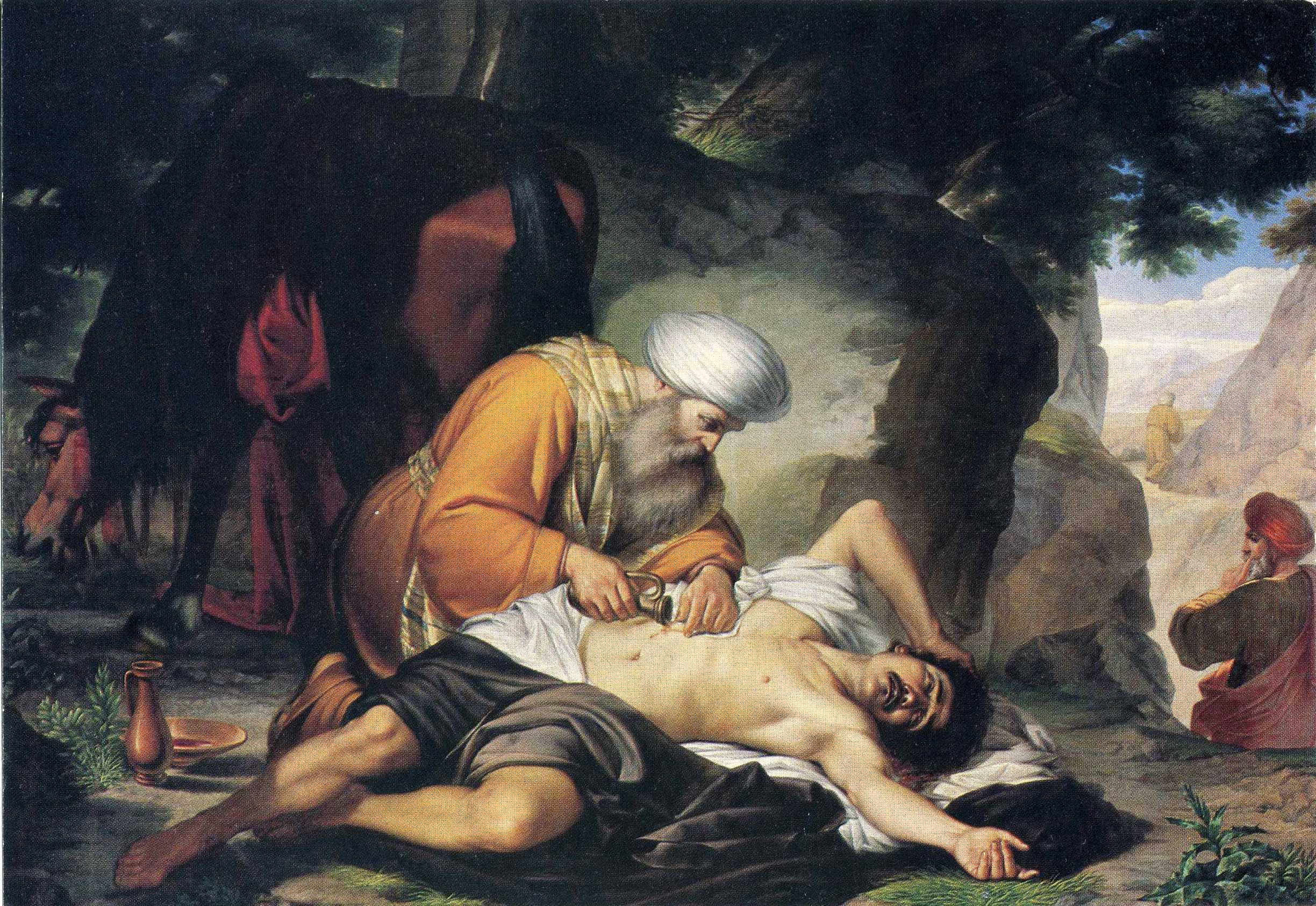
De parabel van de goede Samaritaan, 18e eeuw, Messina, Chiesa della Medaglia Miracolosa, Casa di Ospitalità Collereale

De gelijkenis van de barmhartige Samaritaan is een gelijkenis van Jezus in het Lucasevangelie in het Nieuwe Testament van de Bijbel. 

## Context
Volgens het verhaal in Lucas kwam een wetsgeleerde naar Jezus om hem op de proef te stellen. Hij vroeg: "Meester, wat moet ik doen om deel te krijgen aan het eeuwige leven?" Jezus vroeg hem wat hij daarover in de Wet van Mozes las. De man zei hierop: "Heb de Heer, uw God, lief met heel uw hart ... en uw naaste lief als uzelf", waarvan het laatste deel is ontleend aan Leviticus 19:18b. Jezus zei dat dit juist was en als de man dit zou doen, hij zou leven. De wetsgeleerde wilde zijn gelijk halen en vroeg Jezus daarop: "Wie is mijn naaste?" In antwoord hierop vertelde Jezus de parabel van de barmhartige Samaritaan.

## Parabel
Op een dag reisde een man van Jeruzalem naar Jericho en werd overvallen door rovers. Deze trokken hem zijn kleren uit, mishandelden hem en lieten hem halfdood achter. Toevalig kwam er een priester langs, zag hem liggen en liep met een grote boog om hem heen. Hetzelfde deed een Leviet die hem daarna zag liggen. Een Samaritaan die op reis was, kreeg medelijden toen hij het slachtoffer zag liggen. Hij verzorgde de man en verbond zijn wonden. Daarna zette hij de man op zijn rijdier en bracht hem naar een logement, waar hij verder voor hem zorgde. De volgende dag gaf hij twee denarie aan de eigenaar van het logement met instructies verder voor de man te zorgen. Mocht die som niet genoeg zijn, zou hij meer betalen als hij weer langskwam op zijn terugreis. (Lucas 10:25-35)

## Interpretatie
De priester en Leviet waren vooraanstaande Joden, die geacht werden zich voorbeeldig aan de Wet van Mozes te houden. De Joden verachtten de Samaritanen. Toch hielp alleen de Samaritaan het slachtoffer (van wie niet wordt gezegd of hij een Jood was). De wetgeleerde moest toegeven dat de Samaritaan zich door zijn barmhartigheid tot de naaste van het slachtoffer had 'gemaakt' (Lucas 10:36). Jezus zei: "Doet u dan voortaan net zo" (Lucas 10:37). Dit wordt in het christendom meestal zo geïnterpreteerd dat christenen 'barmhartig' moeten zijn voor alle mensen, niet alleen voor mede-christenen. In veel gevallen wordt het als een aansporing gezien voor christenen om zich over mensen in nood te ontfermen.

## Hedendaags gebruik

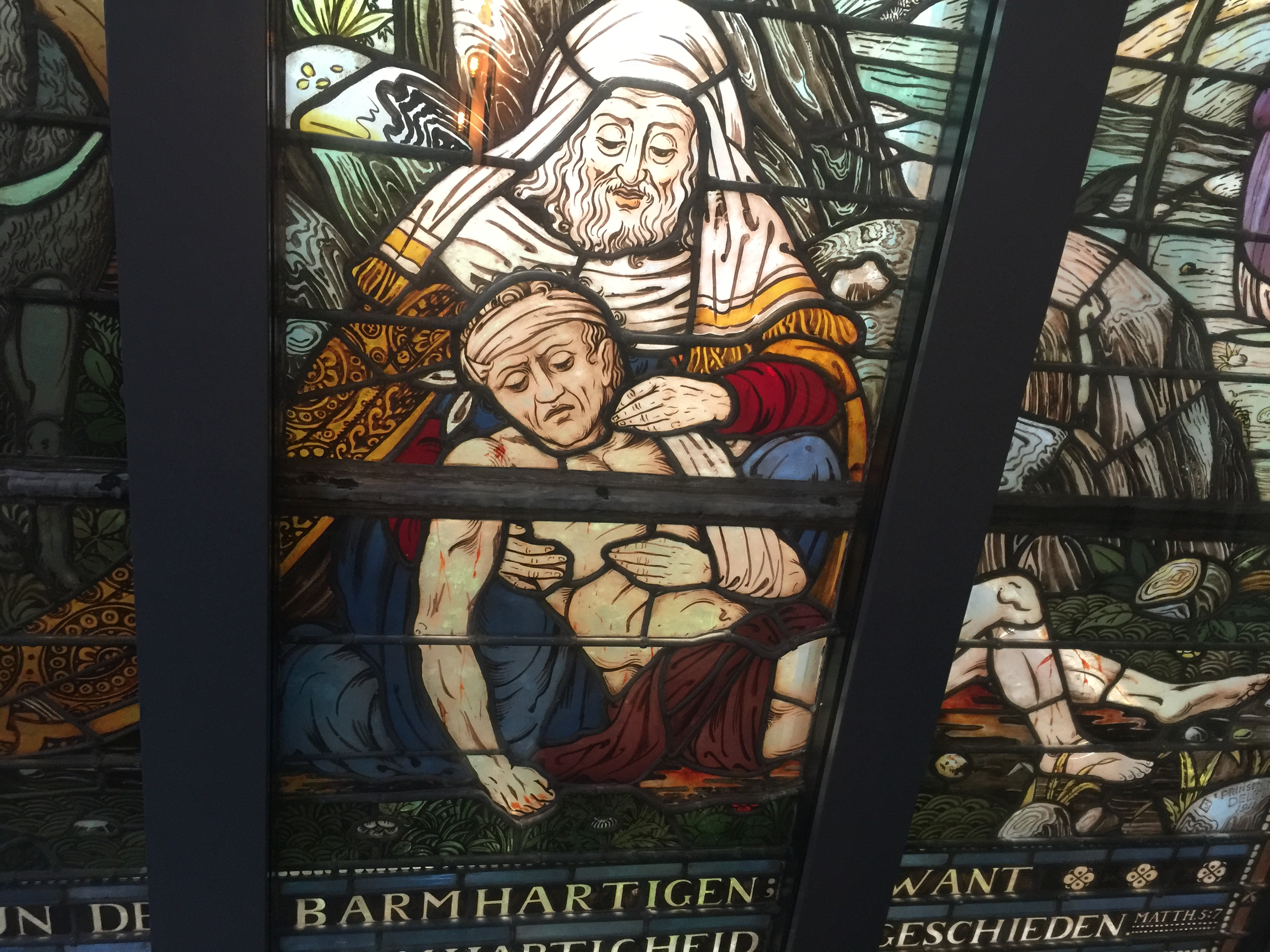
'De barmhartige Samaritaan' op een glas-in-loodraam in verzorgingshuis De Bieslandhof in Delft

Een 'barmhartige Samaritaan' zijn is spreekwoordelijk voor iemand die zich ontfermt over anderen. Vooral in Engelstalige landen zijn er ziekenhuizen met de aanduiding Good Samaritan Hospital, waar mensen worden geholpen die anders niet geholpen zouden worden, bijvoorbeeld omdat ze geen ziektekostenverzekering hebben.
In – voornamelijk Angelsaksisch – recht beschermt een “barmhartige Samaritaan-bepaling” individuen of entiteiten tegen aansprakelijkheid wanneer ze te goeder trouw een slachtoffer helpen, ook als hun tussenkomst onopzettelijk letsel of zelfs de dood zou tot gevolg hebben. Bij uitbreiding kan de bepaling in sommige wetgeving elke goed bedoelde actie vrijwaren voor aansprakelijkheid. Dat is bijvoorbeeld het geval voor beheerders van internetplatformen in de VS. 